# Playin' with Fire
Playin' with Fire é o segundo álbum de estúdio da cantora dinamarquesa Natasha Thomas, lançado pela ZYX Music em 2006. O álbum não teve um bom desempenho nas paradas musicais alcançado apenas a posição de número 149 no Japão. Além da versão padrão o álbum possui mais duas edições, uma versão japonesa e outra lançada pela Playground Music, cada edição do disco tem uma capa diferente.

## Faixas
| Edição padrão  |                        |                                                                                        |         |  |
| N.º            | Título                 | Compositor(es)                                                                         | Duração |  |
| 1.             | "Over"                 | Tina Harris, Steve Lee, Pete Martin                                                    | 4:05    |  |
| 2.             | "Real" (Album Version) | Ski Bülent Aris, G. Mackenzie                                                          | 3:46    |  |
| 3.             | "Playin' with Fire"    | Andy Love, Tann NewJam                                                                 | 3:17    |  |
| 4.             | "State of Mind"        | G. Mackenzie, Oliver Pinelli, N. Thomas                                                | 4:06    |  |
| 5.             | "Curious"              | Jens Gas, G. Mackenzie, T. Stenezel, N. Thomas                                         | 3:23    |  |
| 6.             | "Secret"               | Jos Jorgensen, Andy Love, Terri Walker                                                 | 3:45    |  |
| 7.             | "Skin Deep"            | T. Hawes, P. Kirtley, L. Winstanley                                                    | 3:42    |  |
| 8.             | "Irresistible"         | L. Greene, G. Mackenzie, Tann Newjam                                                   | 3:38    |  |
| 9.             | "I Don't Need You To"  | Diane Warren                                                                           | 3:47    |  |
| 10.            | "What Up"              | Jens Gad, G. Mackenzie, T. Stenzel, N. Thomas                                          | 3:24    |  |
| 11.            | "Touched Another Girl" | Don Cury, Clay Garrett, G. Mackenzie, Oja Tunes, N. Thomas, Natasha Thomas, Ash Watson | 3:57    |  |
| 12.            | "Should Neva"          | Don Curry, Clay Garret                                                                 | 3:33    |  |
| 13.            | "Chasing Love"         | Amthor Birgisson, Negin                                                                | 4:24    |  |
| 14.            | "Stop"                 | Andy Love, Taan Newjam, Ernest Newsky                                                  | 4:08    |  |
| 15.            | "Show Me What You Got" | G. Mackenzie, Oliver Pinelli, N. Thomas                                                | 3:46    |  |
| 16.            | "Your Love Carries Me" | G. Mackenzie, N. Thomas                                                                | 3:33    |  |
| Duração total: | Duração total:         | Duração total:                                                                         | 56:94   |  |

| Edição (Playground Music) |                                        |                                                                                        |         |  |
| N.º                       | Título                                 | Compositor(es)                                                                         | Duração |  |
| 1.                        | "Over"                                 | Tina Harris, Steve Lee, Pete Martin                                                    | 4:04    |  |
| 2.                        | "Playin' with Fire"                    | Andy Love, Tann NewJam                                                                 | 3:17    |  |
| 3.                        | "Skin Deep"                            | T. Hawes, P. Kirtley, L. Winstanley                                                    | 3:27    |  |
| 4.                        | "What Up"                              | Jens Gad, G. Mackenzie, T. Stenzel, N. Thomas                                          | 3:25    |  |
| 5.                        | "Curious"                              | Jens Gas, G. Mackenzie, T. Stenezel, N. Thomas                                         | 3:23    |  |
| 6.                        | "Secret"                               | Jos Jorgensen, Andy Love, Terri Walker                                                 | 3:45    |  |
| 7.                        | "Touched Another Girl"                 | Don Cury, Clay Garrett, G. Mackenzie, Oja Tunes, N. Thomas, Natasha Thomas, Ash Watson | 3:59    |  |
| 8.                        | "I Don't Need You To"                  | Diane Warren                                                                           | 3:48    |  |
| 9.                        | "Stop"                                 | Andy Love, Taan Newjam, Ernest Newsky                                                  | 4:09    |  |
| 10.                       | "Irresistible"                         | L. Greene, G. Mackenzie, Tann Newjam                                                   | 3:38    |  |
| 11.                       | "Should Neva"                          | Don Curry, Clay Garret                                                                 | 3:33    |  |
| 12.                       | "Chasing Love"                         | Amthor Birgisson, Negin                                                                | 4:25    |  |
| 13.                       | "Show Me What You Got"                 | G. Mackenzie, Oliver Pinelli, N. Thomas                                                | 3:47    |  |
| 14.                       | "State of Mind"                        | G. Mackenzie, Oliver Pinelli, N. Thomas                                                | 4:06    |  |
| 15.                       | "Your Love Carries Me" (Pinelli Remix) | G. Mackenzie, N. Thomas                                                                | 3:34    |  |

| Edição japonesa |                                                           |                                                                                        |         |  |
| N.º             | Título                                                    | Compositor(es)                                                                         | Duração |  |
| 1.              | "Over"                                                    | Tina Harris, Steve Lee, Pete Martin                                                    | 4:05    |  |
| 2.              | "Real" (com Mr. Freeman)                                  | Ski Bülent Aris, G. Mackenzie                                                          | 3:46    |  |
| 3.              | "Playin' with Fire" (com Andy Love)                       | Andy Love, Tann NewJam                                                                 | 3:17    |  |
| 4.              | "State of Mind"                                           | G. Mackenzie, Oliver Pinelli, N. Thomas                                                | 4:06    |  |
| 5.              | "Curious" (com Tripple C)                                 | Jens Gas, G. Mackenzie, T. Stenezel, N. Thomas                                         | 3:23    |  |
| 6.              | "Secret"                                                  | Jos Jorgensen, Andy Love, Terri Walker                                                 | 3:45    |  |
| 7.              | "Skin Deep"                                               | T. Hawes, P. Kirtley, L. Winstanley                                                    | 3:42    |  |
| 8.              | "Irresistible"                                            | L. Greene, G. Mackenzie, Tann Newjam                                                   | 3:38    |  |
| 9.              | "I Don't Need You To"                                     | Diane Warren                                                                           | 3:47    |  |
| 10.             | "What Up" (com Maximum)                                   | Jens Gad, G. Mackenzie, T. Stenzel, N. Thomas                                          | 3:24    |  |
| 11.             | "Touched Another Girl"                                    | Don Cury, Clay Garrett, G. Mackenzie, Oja Tunes, N. Thomas, Natasha Thomas, Ash Watson | 3:57    |  |
| 12.             | "Should Neva"                                             | Don Curry, Clay Garret                                                                 | 3:33    |  |
| 13.             | "Chasing Love"                                            | Amthor Birgisson, Negin                                                                | 4:24    |  |
| 14.             | "Stop"                                                    | Andy Love, Taan Newjam, Ernest Newsky                                                  | 4:08    |  |
| 15.             | "Show Me What You Got" (com Garoo)                        | G. Mackenzie, Oliver Pinelli, N. Thomas                                                | 3:46    |  |
| 16.             | "Your Love Carries Me"                                    | G. Mackenzie, N. Thomas                                                                | 3:33    |  |
| 17.             | "Skin Deep" (R&B Version) (faixa bônus)                   | T. Hawes, P. Kirtley, L. Winstanley                                                    | 3:42    |  |
| 18.             | "Irresistible" (DJ Kaori Dirty South Remix) (faixa bônus) | L. Greene, G. Mackenzie, Tann Newjam                                                   | 4:17    |  |

## Desempenho
| Tabelas musicais (2006)     | Melhor posição |
| --------------------------- | -------------- |
| Japão - Oricon Albums Chart | 149            |

| Ano  | Título      | Melhor posição | Melhor posição |
| Ano  | Título      | ALE            | UK             |
| ---- | ----------- | -------------- | -------------- |
| 2005 | "Skin Deep" | 52             | 54             |
| 2006 | "Real"      | 85             | -              |